# Camminius
Camminius war ein antiker römischer Toreut (Metallbildner), der um das Jahr 100 wahrscheinlich in Niedergermanien tätig war.
Camminius ist heute nur noch aufgrund von zwei Signaturstempeln auf Bronzen bekannt, die beide in der Waal bei Nijmegen gefunden wurden und sich heute im Museum Kam in Nijmegen befinden.  Bei den Stücken handelt es sich um:
1. Bronzekelle, gefunden in der Waal bei Nijmegen, Niederlande; heute im Museum Kam in Nijmegen.[1]
2. Bronzesieb, gefunden in der Waal bei Nijmegen, Niederlande; heute im Museum Kam in Nijmegen.[2]

## Einzelbelege
1. ↑  Inventarnummer XXIa 21; Richard Petrovszky: Studien zu römischen Bronzegefäßen mit Meisterstempeln. Leidorf, Buch am Erlbach 1993, S. 214, Nr. C.03.01.
2. ↑  Inventarnummer e 1907/12,1; Richard Petrovszky: Studien zu römischen Bronzegefäßen mit Meisterstempeln. Leidorf, Buch am Erlbach 1993, S. 214, Nr. C.03.02.

| Personendaten    | Personendaten                              |
| ---------------- | ------------------------------------------ |
| NAME             | Camminius                                  |
| KURZBESCHREIBUNG | antiker römischer Toreut                   |
| GEBURTSDATUM     | 1. Jahrhundert v. Chr. oder 1. Jahrhundert |
| STERBEDATUM      | 1. Jahrhundert oder 2. Jahrhundert         |